# Brief des Jakobus
| Neues Testament |
| --- |
| Evangelien |
| - Matthäus - Markus - Lukas - Johannes |
| Apostelgeschichte |
| Paulusbriefe |
| - Römer - 1. Korinther - 2. Korinther - Galater - Epheser - Philipper - Kolosser - 1. Thessalonicher - 2. Thessalonicher - 1. Timotheus - 2. Timotheus - Titus - Philemon - Hebräer |
| Katholische Briefe |
| - Jakobus - 1. Petrus - 2. Petrus - 1. Johannes - 2. Johannes - 3. Johannes - Judas                                                                                                 |
| Offenbarung |

Der Brief des Jakobus, auch Jakobusbrief, ist ein Brief des Neuen Testaments der Bibel. Es handelt sich um eine Ansprache in Briefform, eine so genannte „Epistel“, die sich mahnend und ermunternd an die gesamte damalige Christenheit wendet. Daher zählt man sie zu der Gruppe der Katholischen Briefe. Die Epistel wird seit dem Mittelalter in fünf Kapitel unterteilt.

## Verfasser und Datierung
Weil der Text selbst nur sehr wenige verwertbare Angaben enthält, sind Verfasserschaft und Entstehungszeit innerhalb der Bibelwissenschaft umstritten. Vor allem zwei Auffassungen werden vertreten.

### Frühe Entstehung durch Jakobus, den Bruder Jesu
Der Verfasser nennt sich Jakobus, ein Knecht Gottes und des Herrn Jesus Christus. Da weitere Namenszusätze oder Selbstbeschreibungen fehlen, hat dieser Jakobus keinerlei weitere Einführung gebraucht. Da der Verfasser sich nicht als Apostel bezeichnet, wird traditionell Jakobus, ein Bruder Jesu, und ein weiterer bedeutender Jakobus seiner Zeit neben den Aposteln Jakobus dem Älteren und Jakobus dem Jüngeren als Verfasser angenommen. Theologisch konservative Autoren sehen das durch äußere und innere Hinweise bestätigt. So werden als Gründe genannt:
1. die altkirchliche Tradition hat als Verfasser Jakobus, den Bruder Jesu überliefert[2][3][4]
2. der Jakobusbrief hat einen jüdischen Hintergrund, er beinhaltet semitische Elemente[5]
3. es gibt auffallende Ähnlichkeiten im Griechischen zwischen der Rede des Jakobus in Apg 15,13-31 EU (ohne literarische Abhängigkeit) und dem Jakobusbrief[5][6]
4. es gibt Parallelen zwischen der Bergpredigt in Mt 5-7 EU und dem Jakobusbrief[5][7]

Eine Abfassung durch Jakobus, den Bruder Jesu, bedingt ein Entstehungsdatum vor dessen Tod im Jahre 62, der unabhängig von Flavius Josephus und Eusebius von Caesarea überliefert ist. Damit wäre der Jakobusbrief eine der ältesten Schriften im Neuen Testament. Inhaltlich wird diese Datierung durch eine starke Verwurzelung in jüdischen Traditionen gestützt. Am ehesten wäre das Schreiben dann vor dem Apostelkonzil (ca. 45 n. Chr.) entstanden, weil das dort verhandelte Thema der Aufnahme von Christen nicht-jüdischer Tradition (Heidenchristen) im Jakobusbrief keine Rolle spielt (s. u.).

### Spätere Pseudepigraphie
Historisch-kritische Theologen halten den Jakobusbrief überwiegend für eine später entstandene pseudepigraphische Schrift. Der Autor nannte sich in diesem Falle entweder Jakobus, um dem Schreiben dessen Autorität zu geben, oder weil der Verfasser sich als in der theologischen Schule des Jakobus stehend verstand. Denkbar ist auch die völlige Unabhängigkeit von den beiden genannten Namensträgern, da Jakobus als latinisierte Form des Namens Jakov auf den alttestamentlichen Stammvater verweist und im Judentum weit verbreitet war.
Als Gründe gegen die Autorschaft des „Herrenbruders“ Jakobus werden genannt:
1. das gute Griechisch, das einem einfachen Juden aus Palästina kaum zuzutrauen sei;
2. das Fehlen von Themen, die nach anderen Quellen vom historischen Jakobus zu erwarten seien (Verhältnis von Juden- und Heidenchristen, Einhaltung der jüdischen Ritual- und Speisegebote usw.);
3. die Erwähnung von „Lehrern“ und „Ältesten“ als festliegende Ämter in den Gemeinden, die so erst am Ende des 1. Jahrhunderts nach Christus gegeben seien;
4. die späte Aufnahme in den Kanon des Neuen Testaments, die als Hinweis darauf gelten kann, dass die geforderte Verfasserschaft durch einen Apostel umstritten gewesen sei.

Der Annahme, dass Jakobus wahrscheinlich nicht so gut Griechisch gekonnt habe, widerspricht Louis Berkhof mit Verweis auf Flavius Josephus.
Die Mehrheit der Autoren, die den Jakobusbrief als pseudepigraphisch ansehen, datieren ihn um 100 n. Chr. Das älteste erhaltene Zitat aus dem Jakobusbrief findet sich bei Origenes im 3. Jahrhundert.

## Aufnahme in den Kanon
In den ersten Jahrhunderten der christlichen Kirche wurde die Authentizität des Jakobusbriefes unter anderem von Theodor von Mopsuestia bezweifelt. Er ist auch im Muratorischen Kanon nicht enthalten. In den westlichen Kirchen wurde er lange nicht verwendet, so dass Eusebius ihn in seiner Kirchengeschichte (3,25; 2,23) unter die umstrittenen Schriften zählte. Athanasius von Alexandria nahm den Jakobusbrief allerdings in seinen Kanon der heute akzeptierten neutestamentlichen Schriften auf. Seit dem 4. Jahrhundert ist er akzeptierter Teil des Kanons fast aller christlichen Kirchen, einschließlich der syrisch-orthodoxen Kirchen.
Martin Luther jedoch stellte die Kanonizität des Jakobusbriefes in Frage, weil diese Schrift nach seinem Verständnis den Werken anstelle des Glaubens die Rechtfertigung zuschreibe (s. WA DB 7, 384). Das ist auch der Grund, warum er die ursprüngliche Reihenfolge der neutestamentlichen Bücher änderte und den Jakobusbrief (mit dem Hebräerbrief) „nach hinten“ verschob.

## Inhalt

### Empfänger
Die Epistel richtet sich an „die zwölf Stämme in der Zerstreuung“ (Jak 1,1 ), eine traditionell jüdische Ausdrucksweise aus der Zeit des zweiten Tempels. Mehrfach wird im Text die grundlegende Bedeutung des „Gesetzes“ betont (Jak 1,25 ; 2,10 ). Dieses Gesetz wird weitgehend als das jüdische Gesetz, die Tora, verstanden. Hier, wie auch im weiteren Verlauf wird deutlich (Synagoge anstelle von Ekklesia, Jak 2,2 ; Abrahams Bezeichnung als „unser Vater“, Jak 2,21 ), dass Schreiber und Adressaten in jüdischer Tradition stehen. Daneben finden sich in den ethischen Ermahnungen Parallelen zu den jüdischen Sprüchen der Väter.
Es ist ersichtlich, dass es sich bei den Empfängern um Juden handelte, die in Jeshua von Nazareth den von Gott gesandten Messias Israels sahen und ihm vertrauten (Jak 2,1 ; 5,7 ).

### Lebensführung
Der Schreiber betont die Bedeutung einer einwandfreien Lebensführung. Er verurteilt eine formelle Frömmigkeit, die sich im Befolgen von Zeremonien erschöpft, und setzt dieser eine innere Reinheit entgegen (Jak 1,27 ). Weiter spricht er sich gegen Falschheit (3,2–12 ), Eigenlob (4,16 ) sowie Habgier und Unterdrückung der Armen aus.
Eine der wichtigen Lehren ist Geduld in der Versuchung (1,2 ), in guten Taten (1,22–25 ), wenn provoziert (3,17 ), wenn unterdrückt (5,7 ) oder verfolgt (5,10 ) wird. Die Geduldigen werden belohnt werden, wenn Jesus bei seiner Wiederkunft ein gerechtes Urteil sprechen wird (5,8 ).

### Vergleich zur paulinischen Theologie
Schon früh sahen Kommentatoren theologische Spannungen zwischen dem Jakobusbrief und den Briefen des Paulus. Martin Luther empfand den Gegensatz in der Frage der Rechtfertigung als so schwerwiegend, dass er den Jakobusbrief als eine stroherne Epistel bezeichnete. Daher verschob er ihn fast ans Ende des Neuen Testaments. Dort befindet er sich in den Lutherbibeln bis heute, im Gegensatz zu beinahe allen anderen Bibelübersetzungen.
In den entscheidenden Versen Jak 2,14–20  und 2,24  betont Jakobus die Bedeutung des Tuns in der Gewinnung des Heils und lehnt einen untätigen Glauben ab. Dagegen betont Paulus im Römerbrief (3,27–28 ), dass der Glaube an das Handeln Gottes in Christi Tod und Auferstehung unabhängig von der Befolgung der Gesetze bzw. unabhängig von guten Handlungen vor Untergang und Tod rettet. Die Bedeutung des Glaubens an Jesus Christus wird ebenfalls in Gal 2,16 , Phil 3,8-14  und Röm 5,1  hervorgehoben. Paulus stellt an mehreren Stellen allerdings auch die aus dem Glauben sich ergebenden praktisch-ethischen Folgen dar (z. B. Gal 5,6 ). Beide Autoren berufen sich auf das Beispiel des jüdischen Stammvaters Abraham (Gen 15,6 ), um ihre Sichtweise zu begründen (Jak 2,21–23 ; Röm 4,2–3 ).
Die beiden Lehren lassen sich auf folgende Aussagen zuspitzen: „Der Glaube allein bringt das Heil“ (Paulus) und „Ein Glaube ohne Taten ist leblos“ (Jakobus). Diese beiden Aussagen schließen sich nicht gegenseitig aus, sondern ergänzen einander, indem sie unterschiedliche Fragestellungen behandeln und vielleicht sogar vom selben Verfasser stammen.

### Verschiedene exegetische Ansätze
Eine Reihe christlicher Kommentatoren lösen diesen anscheinenden Widerspruch, indem sie beide Darstellungen als zwei Seiten der Rechtfertigung des Sünders vor Gott darstellen. Paulus betone in dieser Sichtweise die auch durch Taten nicht verdienbare Gnade Gottes, die als Folge des Glaubens geschenkt wird, während Jakobus den gottgemäßen Lebensstil (Heiligung) betone, der eine natürliche Folge des Glaubens ist.
Eine alternative Lösung besteht darin, dass Jakobus die Rechtfertigung des Christen vor anderen Menschen im Auge habe, während Paulus den Menschen vor Gott gerechtfertigt sehen wolle. Man verweist auch (so z. B. der Kommentar der Einheitsübersetzung) darauf, dass Paulus von Werken des (jüdischen) Gesetzes, Jakobus aber von Taten der Nächstenliebe gesprochen habe, die auch Paulus für notwendigen Ausdruck des Glaubens halte: „Denn in Christus Jesus kommt es […] darauf an […], den Glauben zu haben, der in der Liebe wirksam ist.“ (Gal 5,6 )
Skeptiker sehen das Werk dagegen als Zeugnis einer Spannung in der frühen Kirche zwischen Juden- und Heidenchristen. Während Jakobus der Einhaltung des jüdischen Gesetzes Vorrang gebe, entwickele Paulus eine Theologie der Rechtfertigung vor Gott, die den Glauben voranstelle. Ein vergleichbarer Konflikt finde sich auch in der Apostelgeschichte, wo die Einhaltung der jüdischen Gesetze durch heidnische Christen zur Diskussion stand. Auch hier finde sich eine Auseinandersetzung zwischen Jakobus (stellvertretend für die Jerusalemer Kirche) und Paulus (stellvertretend für die Heidenchristen), die auf dem Apostelkonzil zu Gunsten der paulinischen Position entschieden wurde.
Wieder andere Kommentatoren verweisen darauf, dass Jakobus und die von ihm angesprochenen Gemeinden die entsprechenden Passagen von Paulus wohl gekannt haben müssen, da diese sehr genau aufgenommen werden. Jakobus reagiere nach diesem Verständnis auf den Missbrauch der Rechtfertigungslehre durch Gemeinden, die den sozialen Anspruch des Evangeliums unter verkürzter Berufung auf Paulus ignorieren.

### Stichwortartiger Inhalt
| 1,1     | Gruß                                               |
| 1,2–18  | Bewährung in der Versuchung                        |
| 1,19–27 | Täter des Wortes, nicht nur Hörer                  |
| 2,1–13  | Die Sünde der Voreingenommenheit                   |
| 2,14–26 | Glaube und Werke                                   |
| 3,1–12  | Die Sünden der Zunge                               |
| 3,13–18 | Die Weisheit von oben und von unten                |
| 4,1–10  | Freundschaft mit der Welt ist Feindschaft mit Gott |
| 4,11–17 | Demut; die Sünde des Selbstruhms                   |
| 5,1–6   | Das Gericht über die Reichen                       |
| 5,7–11  | Geduldiges Ausharren                               |
| 5,12    | Nicht schwören                                     |
| 5,13–18 | Gebet für die Kranken; Macht der Fürbitte          |
| 5,19–20 | Die Abkehr des Sünders von seinem Irrweg           |

## Conditio Jacobaea
Als Conditio Jacobaea, genannt in der Wendung „sub conditione Jacobaea“ („unter dem Vorbehalt des Jakobus“), ist eine Stelle aus dem letzten Abschnitt des vierten Kapitels (Jak 4,13–16 ) bekannt, in welcher der Apostel vor zu großer Selbstsicherheit warnt und darauf hinweist, dass alles geplante Handeln von der Bedingung „wenn wir nach Gottes Willen am Leben sind“ oder „so Gott will und wir leben“ abhängt.